# Хенгшуеј
Хенгшуеј (衡水) град је Кини у покрајини Хебеј. Према процени из 2009. у граду је живело 483.129 становника.

## Становништво
Према процени, у граду је 2009. живело 483.129 становника.
| 1990.   | 2000.   | 2009    |
| ------- | ------- | ------- |
| 329.781 | 413.444 | 483.129 |